# Liste d'écrivains burkinabè

## Liste alphabétique

### B
- Georgie Badiel (en) (1985-), modèle, new-yorkaise, activiste, The Water Princess (2016)
- Salfo-Albert Balima (1930-2004), universitaire, diplomate[1], Légendes et histoire des peuples du Burkina Faso (1996)
- Serge Théophile Balima, universitaire, diplomate
- Bernard Bamogo (1988-), éducateur, Yennenga (2024), Sagesse africaine pour tous les jours de l'année (2024) Mithridatisation (2021), L'homme est un remède pour l'homme (2021), La circulation des idées (2013)
- Babou Paulin Bamouni (1950-1987), Obou, l'étudiant journaliste (1986)
- Priscille Jinette Bansé (1995-), Romancière, "Du paradis à l'enfer" (2019), "Acolytes de fortune" (2023)
- Aboubacar Barry (1970 ?)[2], universitaire, ethno-psychologue, Le corps, la mort et l'esprit du lignage (2000), L'Afrique noire des psychologies blanches (2003)…
- Rasmané Barry (1938-2001)[3], Souvenirs d’un pisteur peul (2004)
- Heinrich Barth (1821-1865), explorateur, géographe, ethnologue, anthropologue, linguiste
- François Bassolet (en) (1933-2001, François Djobi Bassole), journaliste, historien, leader culturel, Évolution de la Haute-Volta, de 1898 au 3 janvier 1966 (1968)
- Blaise Bayili (1960 ?)[4], anthropologue religieux, Religion, droit et pouvoir chez les Lyelae du Burkina Faso : approches linguistique et historique, sociologique et anthropologique (thèse, 1997)
- Maurice Bazémo(1955-)[5], Esclaves et esclavage dans les anciens pays du Burkina Faso (2007)
- Jacques Prosper Bazié (1955-2014)[6], poète[7], La dérive des Bozos (1988), Aux miradores de l'espérance (1992), L'épave d'Absouya (1994), Cantiques de soukalas (1997)
- Jean Hubert Bazie (1949-), Chronique du Burkina (1985-1986), Lomboro de Bourasso (1988)
- Louis-Gustave Binger (1856-1936), officier, explorateur, administrateur colonial, Du Niger au Golfe de Guinée par le pays de Kong et la Mossi : 1887-1889 (1892)
- Nazi Boni (1909–1969), politique[7], Crépuscule des temps anciens (1962), Histoire synthétique de l'Afrique résistante (1971)
- Jean-Luc Bonkian (1955-), Le fil des crevasses (1992)
- Chloé Aïcha Boro (1978-), cinéaste, scénariste, réalisatrice
- Amadou Bourou (1951-2010), comédien, pédagogue, metteur en scène, dramaturge, scénariste
- Sarah Bouyain (1968-)[8], réalisatrice de films documentaires franco-burkinabé, Métisse façon (2003)

### C
- Hounkpati B Christophe Capo (1953-), universitaire, linguiste
- William Aristide Nassidia Combary (1980-), Les sept douleurs (2007)
- Harouna Compaoré (1988-), Poète, La plume de l'espoir (2022), Bonheur perdu(2023)
- Simporé Simone Compaore (1955 ?), dramaturge (en langue française)[9]
- Joseph Conombo (1917-2008), politique, Mon idée – projet de société pour la Haute-Volta (1976), Souvenirs de guerre d’un « tirailleur Sénégalais » (1989), Mba Tinga ou les traditions Mossé dans l’Empire du Moogho-Naba (1989), Acteur de mon Temps : un Voltaïque dans le XXè siècle (2003), Une autre conquête de l’Afrique par l’Amour et la Charité (2003)
- Adama Coulibaly (1970 ?), universitaire, Le postmodernisme dans le roman africain (2012), Les écritures migrantes (2015)
- Augustin-Sondé Coulibaly (1933-2017)[10], journaliste et conseiller d'action culturelle, romancier, poète en langue française[11], Les Dieux délinquants (1974), M'BA Tenga (tradition des mossés dans l'empire du Mogho Naba) (1977)

### D
- Soumouni Faustin Dabira (1946-)
- Pierre Dabiré (1935-)[12], Les aventures de Dari l'araignée (1967), Sansoa (1969), Les immigrés du silence (2016)…
- Paul Dakuyo (1959-), poète, essayiste, Ce qu'il faut savoir sur la négritude (1986), Négroïde (1988)
- Béatrice Damiba (ou Noellie Marie Béatri Damiba) (1951-), journaliste, diplomate
- Bernadette Sanou Dao (1952-), politique, poétesse, auteure (enfance), linguiste, enseignante, nouvelliste, La dernière épouse (1997), Quote-part et Symphonie (1995)
- Daouda Derra (1989-), un rêve brisé (2017)
- Boubakar Diallo (1980-), journaliste, cinéaste, nouvelliste, romancier

### G
- Tiémoko Marc Garango (1927-2015), militaire, administrateur, diplomate
- Jean Pierre Guingané (1947-2011)[13], universitaire, dramaturge, metteur en scène[7],[14], Le Fou (1987)
- Frédéric Guirma (1931-), journaliste, conférencier, politique, diplomate, écrivain, Princess of the full moon (folklore africain) (1969), Tales of Mogho : African Stories from Upper Volta (1971), Comment perdre le pouvoir ? le cas de Maurice Yaméogo (1991)
- Zarra Guiro (1957–2019), sage-femme, auteure[15] Au pays de Zarra : Contes et légendes de Namissiguima, Burkina Faso (1992), Zarra, Accoucheuse en Afrique (1994)

### H
- Aimé Désiré Héma (1962-)[16], gendarme, sociologue, pédagogue, romancier, nouvelliste, écrivain[17],[18], Djolko (sd), Le monarque démocrate (2003)
- Alain Hema (1961-)[19], acteur, conteur, directeur de compagnie de théâtre, dramaturge
- Ansomwin Ignace Hien (1952-)[20], romancier, auteur (enfance), poète, L' Enfer au paradis (1988), Larmes de tendresse (1996), Je veux la lune (2000), Bouba et Boubou (2008)…

### I
- Khaled Igué (1983-), économiste, intellectuel, L'Heure de l'Afrique – Pour un développement durable et inclusif (2020)…
- Gomdaogo Patrick Ilboudo (1951-1994), romancier, nouvelliste, Les Toilettes (1983), Le Procès du muet (1987), Le Vertige du trône (1990), Le Héraut têtu (1991)…
- Monique Ilboudo (1959-), femme de lettres, politique, essayiste, militante des droits de l'homme[7], Le Mal de Peau (1992), Murekatete (2000), Droit de cité : Être femme au Burkina Faso (2006)
- Pierre Ilboudo (1930 ?)[21], Croyances et pratiques religieuses traditionnelles des Mossi (1966)
- Pierre Claver Ilboudo (1948-), interprète, romancier en langue française[22].
- Issa Ivo, écrivain, voir Ivo Armatan Savano (1978-)[23].

### K
- Bila Roger Kaboré (1954-), poète, conteur, Orphelins des collines ancestrales (1983), Forces obscures (1985)
- Gaston Kaboré (1951-), metteur en scène, scénariste, réalisateur
- Issa Kaboré(1988-), Essayiste, Agriculture durable en Afrique: enjeux, défis et perspectives pour les acteurs du monde rural, essai analytique (2025)
- Madeleine Kaboré (1955-), poétesse, Héritage (2005), Arc envolé (2006), Polemdé (2013)
- Yembi Barthélémi Kaboré (1937) (?), el bûna, kibaya, la sulse (sebra yib soba) (1989)
- Adamou L. Kantagba (1978-), critique littéraire, la barbe de l'imam (2009)
- Sophie Heidi Kam (1968-), poétesse, dramaturge, romancière (en langue française)[24], Et le soleil sourira à la mer (2008), Pour un asile (2009), Nos jours dʼhier (2013), Qu'il en soit ainsi (2014)…
- Mahougnon Kakpo (1965-), universitaire, politique, Introduction à une poétique du Fâ (2006), Voix et voies nouvelles de la littérature béninoise (2011), L'Iroko : l'arbre de vie dans la mystique Vodun (2017)…
- Sandra Pierrette Kanzie (1966-), poétesse en langue française[25], Les Tombes qui pleurent (1987)
- Jean-Baptiste Kiéthéga (en) (1947-), historien, archéologue, auteur, La Recherche archeologique au Burkina Faso (1989)…
- Joseph Ki-Zerbo (1922–2006), universitaire, politique, historien, activiste, Le monde africain noir (1964), Histoire de l’Afrique noire (1972)…
- Gaël Koné (1976-), poétesse (en langue française)[26], Poussière de mots et d'images (2000)
- Lompolo Koné (1921-1974)[27], dramaturge, Le tirailleur revenu au village, (1941), La jeunesse rurale de Banfora, Au pays des paysans noirs (1957),
- Dani Kouyaté (1961-), griot, cinéaste, réalisateur, critique
- Hassane Kassi Kouyaté (1964-), griot, conteur, acteur, metteur en scène, critique
- Mabô Kouyaté (1989-2019), acteur, critique
- Sotigui Kouyaté (1930-2010), griot, comédien, metteur en scène, critique
- Vanessa Kaboré (1986-), Maître en droit (LL.M.), Maître praticienne certifiée en PNL, La réponse est dans le comportement : les 48 clés du bien-être le plus élevé (2022). Canada: LEYA.

### L
- Emile Lalsaga (1983-), Poète, "Les sillons de l'existence" (2014)
- Aboubacar Lankoandé (1960 ?)[28], économiste gestionnaire, romancier, La palabre des calaos (2013)[29]
- Mariam Lamizana (1951-), universitaire, sociologue, militante des droits des femmes
- Séni Lazoumou (1957-)[30], poète, romancier, Sanglots du silence  (1999), Nyambo, héritage de Do (2013), Le guerrier fauve bwa ; récits pour l'initiation du jeune guerrier (2015)
- Faustin Keoua Leturmy (1972), comédien, danseur, romancier, d'origine congolaise mais vivant à Ouagadougo, Dans le couloir du campus (2012), Coupe le lien ! (2014),

### M
- Honorine Sare Mare (1972-), poétesse (en langue française), 	Analyse des titres des romans burkinabé: de 1960 à 2000 (2016)
- Étienne Minoungou (1968-), comédien, conteur, metteur en scène, scénariste, directeur du  festival ‘’Récréâtrales’’ (2002)
- Pauline Mvélé (1969-), actrice, scénariste, réalisatrice de films documentaires

### N
- Jean-Baptiste Natama (1964-2018, alias Toubo Tanam), militaire, politique, diplomate, poète, essayiste, Tourbillon et Paroles bleues (2004), Les droits de l'Homme et le Mécanisme Africain d’Évaluation par les pairs (2009), Manifeste pour une Jeunesse responsable (2013)…
- Auguste Jean-Yves Nébié (1993-), journaliste, poète, "Le silence des morts" (2021), "Des fleurs et des épines" (2022)
- Boureima Nikiema (1941-), réalisatrice, Ma Fille ne sera pas excisée (1992)
- Kouliga Nikiema (1958-), juriste, La Protection des expressions du folklore par la propriété intellectuelle (1989)
- Roger Nikiema (1935-2021)[31], universitaire, journaliste, directeur de radio, Dessein contraire (1967), Deux adorables rivales (1971), L'Hier de Koss yam (2012)
- Suzy Henrique Nikiéma (1983-), juriste, romancière[32], L'homme à la bagnole rouge (2001)
- Kollin Noaga (1944-), pseudonyme d'Ernest Nongma Ouedraogo, politique, romancier, dramaturge, Le Retour au village (1978)
- André Nyamba (1950-2016), universitaire, sociologue, nouvelliste, Avance mon peuple (1974), Tradition orale : les structures de la communication et le message : l'exemple du chant aux morts chez les Sanan de Haute-Volta (thèse, 1979), L'identité et le changement social des Sanan du Burkina Faso(1992)

### O
- Lona Charles Ouattara (1950-)[33], militaire, politique, La réconciliation en trompe-l’œil au Burkina Faso (2021)
- Malika Ouattara (1993-), chanteuse, slameuse
- Angèle Bassolé-Ouédraogo (1967-), poétesse, enseignante, ivoirienne d’origine, vivant au Canada, Burkina Blues (2000), Avec tes mots (2003), Sahéliennes (2006), Les Porteuses d'Afrique ! (2007)
- Amadou Ouédraogo (1964-), romancier, enseignant en littérature à l'université Lafayette (Etats-Unis), Les Larmes et les racines (2022), Rites et allégories de l'initiation (2009), L'Univers mythique d'Amadou Kourouma (2014), L'imaginaire dans l'esthétique romanesque de Jean-Marie Adiaffi (2015)
- Anise Hermine Ouédraogo (2007-), romancière, Le pouvoir des femmes (2022)[34]
- Armand Ouedraogo, alias Alex Yamba (1969-), Larmes de peine (2006), Trahison conjugale (2013), Double Vie (2015)
- Hélène Ouédraogo Daross (1976-), écrivaine
- Idrissa Ouedraogo (1954-2018), cinéaste, scénariste, réalisateur, producteur
- Ouamdégré Ouedraogo (1930 ?), l'Avare Moaga (1961 ?, théâtre)
- Dim-Dolobsom Ouedraogo (1897–1940), intellectuel[35], fonctionnaire au gouvernement général de la Haute-Volta[36], Maximes, pensées et devinettes mossi, L’empire des Mogho-Naba (1932), Les secrets des sorciers noirs (1934).
- Roukiata Ouedraogo (1979-), comédienne, actrice, humoriste, dramaturge, Yennenga, l'épopée des Mossé (2008), On dirait l'Odyssée (2017), Je demande la route (2018)…
- Yamba Élie Ouédraogo (1952-), On a giflé la montagne (1991), La dynastie maudite (2016)
- Youssoufou Ouédraogo (1956-), Vivre ensemble, au-delà du slogan (2018), Citoyenneté, Civisme et Enseignement Général (2020), La Gauche nationale. Essai d'ontogenèse et de procès, fonds d'espoir (2022)

### P
- Titinga Frédéric Pacéré (1943-), avocat, homme de lettres et de culture, griot, poète, essayiste, chef traditionnel, fondateur du musée de Manéga[7], Ça tire sous le Sahel (1976), Refrains sous le Sahel (1976), Ainsi on a assassiné tous les Mossé (1979), L'artisan du Burkina (1987)…

### R
- Pawindbé Fidèle Rouamba (1966-)[37], Le Carnaval de la mort (1995), Pouvoir de plume (2003), L'Insurgée (2005), Sugri, Majesté ! : chronique d'un meurtre différé (2006)
- Roukiéta Rouamba (1992-), nouvelliste, Vie dans la termitière (2015), Afi (2018)

### S
- Thomas Sankara (1949-1987), militaire, politique, Oser inventer l'avenir (1991)
- Adama Sallé (1981-2014), romancier, réalisateur, Un mariage oblique (2006)
- Bernadette Sanou Dao (1952-), poétesse, romancière, auteure (enfance)
- Kollo Daniel Sanou (1949-), cinéaste, scénariste, réalisateur, producteur
- Joseph Bakhita Sanou (1960 ?), Il était une fois aux feuillantines (2014)
- Salaka Sanou (1955-)[38], La littérature burkinabé : l’histoire, les hommes, les œuvres (2000)
- Adiza Sanoussi (alias Alizata Sana) (1968-), romancière en langue française[39], Les deux maris (2001), Devoir de cuissage (2005), Et Yallah s’exila (2010)
- Moussa Savadogo (en) (1950 ?), dramaturge, Fille de la Volta, L’Oracle…
- Latifa Savadogo (1995-), Nouvelliste, Lourd secret de famille (2019)
- Ivo Armatan Savano, alias Issa, écrivain, Ingénieur [40]
- Songré Étienne Sawadogo, romancier en langue française[41], La défaite du Yargha (1977), Contes de jadis, récits de naguère (1982)
- Lookman Sawadogo (1980 ?), journaliste, Se réconcilier ou périr, chronique d’une nation en sursis… (2020)
- Moumouni Soumaïla Sawadogo (1957-), poète, Une goutte de votre sueur (2022), Yam-kom ou le privilège du vestibule (2022)
- Marie-Simone Séri (1954-), infirmière et auteur auto-biographique[42]
- Adama Amadé Siguiré (1981-), écrivain, conférencier
- Soutongnoma Wilfried Denis Simporé (1989-), entrepreneur, écrivain [43], Chroniques Nègres (2018)
- Marie-Ange Somdah (en) (1959-), poète, humanitaire, Le Nombril de la terre (1994)…
- Malidoma Patrice Somé (en) (1956-2021)
- Jean-Baptiste Somé (1950 ?), romancier[44], Le Miel amer (1985-), Affaire de cœur (1990)
- Malidoma Patrice Somé (en) (1956-2021), religieux, émigré aux États-Unis, Ritual: Power, Healing and Community (1993), The Healing Wisdom of Africa (1999)…
- Maxime Z. Somé (1959–), universitaire, politique, romancier[45], La métamorphose de Zita (2001), L’Ombre de la vie (2011)
- Yoporeka Somet (1963-), écrivain, historien, philosophe et égyptologue
- Paul Sondo (1956-), DG police, L'aube du sort sacré (2019), Le crépuscule du sort sacré (2020)
- Idrissa Soré (1989-)[46], romancier, poète, Au nom de ma patrie, Le destin tragique d’Angèle
- Susca Authentique (2000), nouvelliste ,Confession, Allemagne, Omniscriptum (ISBN 978-3-639-63554-6), p. 52/K E R A N O S, Allemagne, Omniscriptum (ISBN 978-620-4-95752-4)

### T
- Banyoa Dieudonné Tankoano (1992-), sociologue, enseignant et écrivain, Cultures et tares (2022)[47]
- Aristide Tarnagda (1983-), comédien, metteur en scène, dramaturge, De l'amour au cimetière (2008)
- Kontondia J. H. Thiombiano (1989-), Massaali en quête du monde (Contes, 2016)
- Yamba Tienderbeogo (1930-1982)[48], Contes de Larlhé (1963), Histoire et coutumes royales des mossis de Ouagadougou (1964), O Mogho, terre d'Afrique (1976)
- Sylvain Toé (1930 ?), Récits historiques (1964), Récits historiques de la Haute-Volta...

### WYZ
- Léonard Wantchekon[49] (1956-), économiste, universitaire, Rêver à contre-courant : autobiographie (2012)
- Karim Yabré (1993), romancier, poète, Les malheurs de nos bonheurs (2017), La senteur du mal (2023)
- Bernard Yaméogo (1955 ?), alias Sidbewende, dramaturge
- Ephémie Yaméogo (1980 ?), Les dehors trompeurs (2015), La sernapiste (2016)
- Pierre Yaméogo (1955-2019), cinéaste, scénariste, réalisateur
- Dominique Yanogo (1955-)[50], Talitha Koum ! Notre cri (2015)
- Bernard Zongo (1962-)[51],[52], enseignant, écrivain, en France, Parlons mooré (2004), Impressions d'Afrique (2014)
- Norbert Zongo (1949–1998, Henri Segbo), journaliste, romancier[7], Le parachutage (1988), Rougbêinga (1990), Paroles d'honneur (2018)

## Liste chronologique

### avant 1900
- Heinrich Barth (1821-1865), explorateur, géographe, ethnologue, anthropologue, linguiste
- Louis-Gustave Binger (1856-1936), officier, explorateur, administrateur colonial, Du Niger au Golfe de Guinée par le pays de Kong et la Mossi : 1887-1889 (1892)
- Antoine Augustin Dimdolobsom Ouédraogo (1897-1940)[53],[54] (1897–1940), intellectuel[35], fonctionnaire au gouvernement général de la Haute-Volta[36], Maximes, pensées et devinettes mossi, L’empire des Mogho-Naba (1932), Les secrets des sorciers noirs (1934).

### 1900
- Nazi Boni (1909/1912–1969), politique[7], Crépuscule des temps anciens (1962), Histoire synthétique de l'Afrique résistante (1971)

### 1910
- Joseph Conombo (1917-2008), politique, Mon idée – projet de société pour la Haute-Volta (1976), Souvenirs de guerre d’un « tirailleur Sénégalais » (1989), Mba Tinga ou les traditions Mossé dans l’Empire du Moogho-Naba (1989), Acteur de mon Temps : un Voltaïque dans le XXè siècle (2003), Une autre conquête de l’Afrique par l’Amour et la Charité (2003)

### 1920
- Lompolo Koné (1921-1974)[27], dramaturge, Le tirailleur revenu au village, (1941), La jeunesse rurale de Banfora, Au pays des paysans noirs (1957),
- Joseph Ki-Zerbo (1922–2006), universitaire, politique, historien, activiste, Le monde africain noir (1964), Histoire de l’Afrique noire (1972)…
- Tiémoko Marc Garango (1927-2015), militaire, administrateur, diplomate

### 1930
- Salfo-Albert Balima (1930-2004), universitaire, diplomate[1], Légendes et histoire des peuples du Burkina Faso (1996)
- Pierre Ilboudo (1930 ?) [21], Croyances et pratiques religieuses traditionnelles des Mossi (1966) (?)
- Sotigui Kouyaté (1930-2010), griot, comédien, metteur en scène, critique
- Ouamdégré Ouedraogo (1930 ?), l'Avare Moaga (1961 ?, théâtre)
- Yamba Tienderbeogo (1930-1982)[48], Contes de Larlhé (1963), Histoire et coutumes royales des mossis de Ouagadougou (1964), O Mogho, terre d'Afrique (1976)
- Sylvain Toé (1930 ?), Récits historiques (1964), Récits historiques de la Haute-Volta...
- Frédéric Guirma (1931-), journaliste, conférencier, politique, diplomate, écrivain, Princess of the full moon (folklore africain) (1969), Tales of Mogho : African Stories from Upper Volta (1971), Comment perdre le pouvoir ? le cas de Maurice Yaméogo (1991)
- François Bassolet (en) (1933-2001, François Djobi Bassole), journaliste, historien, leader culturel, Évolution de la Haute-Volta, de 1898 au 3 janvier 1966 (1968)
- Augustin-Sondé Coulibaly (1933-2017)[10], journaliste et conseiller d'action culturelle, romancier, poète en langue française[11], Les Dieux délinquants (1974), M'BA Tenga (tradition des mossés dans l'empire du Mogho Naba) (1977)
- Pierre Dabiré (1935-)[12], Les aventures de Dari l'araignée (1967), Sansoa (1969), Les immigrés du silence (2016)…
- Roger Nikièma (1935-2021)[31], universitaire, journaliste, directeur de radio, Dessein contraire (1967), Deux adorables rivales (1971), L'Hier de Koss yam (2012)
- Yembi Barthélémi Kaboré (1937) (?), el bûna, kibaya, la sulse (sebra yib soba) (1989)
- Rasmané Barry (1938-2001)[3], Souvenirs d’un pisteur peul (2004)

### 1940
- Boureima Nikiema (1941-), réalisatrice, Ma Fille ne sera pas excisée (1992)
- Titinga Frédéric Pacéré (1943-), avocat, homme de lettres et de culture, griot, poète, essayiste, chef traditionnel, fondateur du musée de Manéga[7], Ça tire sous le Sahel (1976), Refrains sous le Sahel (1976), Ainsi on a assassiné tous les Mossé (1979), L'artisan du Burkina (1987)…
- Kollin Noaga (1944-), pseudonyme d'Ernest Nongma Ouedraogo, politique, romancier, dramaturge, Le Retour au village (1978)
- Songré Étienne Sawadogo (1944-), romancier en langue française[41], La défaite du Yargha (1977), Contes de jadis, récits de naguère (1982), En Seine majeur(e), suivi de Pologne (non) bohème (2014)
- Soumouni Faustin Dabira (1946-)
- Jean Pierre Guingané (1947-2011)[13], universitaire, dramaturge[7],[14], metteur en scène, Le Fou (1987)
- Jean-Baptiste Kiéthéga (en) (1947-), historien, archéologue, auteur, La Recherche archéologique au Burkina Faso (1989)…
- Pierre Claver Ilboudo (1948-), interprète, romancier en langue française[22], Nouveau roman et roman africain d'expression française (1995)
- Serge Théophile Balima (1949-), universitaire, diplomate
- Jean Hubert Bazie (1949-), Chronique du Burkina (1985-1986), Lomboro de Bourasso (1988)
- Thomas Sankara (1949-1987), militaire, politique, icône, Oser inventer l'avenir (1991)
- Kollo Daniel Sanou (1949-), cinéaste, scénariste, réalisateur, producteur
- Norbert Zongo (1949–1998, Henri Segbo), journaliste, romancier[7], Le parachutage (1988), Rougbêinga (1990), Paroles d'honneur (2018)

### 1950
- André Nyamba (1950-2016), universitaire, sociologue, nouvelliste, Avance mon peuple (1974), Tradition orale : les structures de la communication et le message : l'exemple du chant aux morts chez les Sanan de Haute-Volta (thèse, 1979), L'identité et le changement social des Sanan du Burkina Faso (1992)
- Lona Charles Ouattara (1950-)[33], militaire, politique, La réconciliation en trompe-l’œil au Burkina Faso (2021)
- Moussa Savadogo (en) (1950 ?), dramaturge, Fille de la Volta, L’Oracle…
- Jean-Baptiste Somé (1950 ?), romancier[44], Le Miel amer (1985-), Affaire de cœur (1990)
- Amadou Bourou (1951-2010), comédien, pédagogue, metteur en scène, dramaturge, scénariste
- Béatrice Damiba (Noellie Marie Béatri Damiba) (1951-), journaliste, diplomate
- Gomdaogo Patrick Ilboudo (1951-1994), romancier, nouvelliste, Les Toilettes (1983), Le Procès du muet (1987), Le Vertige du trône (1990), Le héraut têtu (1991)…
- Gaston Kaboré (1951-), metteur en scène, scénariste, réalisateur
- Mariam Lamizana (1951-), universitaire, sociologue, militante des droits des femmes
- Bernadette Sanou Dao (1952-), politique, poétesse, auteure (enfance), linguiste, enseignante, nouvelliste, La dernière épouse (1997), Quote-part et Symphonie (1995)
- Ansomwin Ignace Hien (1952-)[20], romancier, auteur (enfance), poète, L' Enfer au paradis (1988), Larmes de tendresse (1996), Je veux la lune (2000), Bouba et Boubou (2008)…
- Yamba Élie Ouédraogo (1952-), On a giflé la montagne (1991), La dynastie maudite (2016)
- Hounkpati B Christophe Capo (1953-), universitaire, linguiste
- Bila Roger Kaboré (1954-), poète, conteur, Orphelins des collines ancestrales (1983), Forces obscures (1985)
- Idrissa Ouedraogo (1954-2018), cinéaste, scénariste, réalisateur, producteur
- Marie-Simone Séri (1954-), infirmière et auteur auto-biographique[42]
- Maurice Bazémo (1955-)[5], Esclaves et esclavage dans les anciens pays du Burkina Faso (2007)
- Jacques Prosper Bazié (1955-2014)[6], poète[7], La dérive des Bozos (1988), Aux miradores de l'espérance (1992), L'épave d'Absouya (1994), Cantiques de soukalas (1997)
- Jean-Luc Bonkian (1955-), Le fil des crevasses (1992)
- Simporé Simone Compaore (1955 ?), dramaturge (en langue française)[9]
- Madeleine Kaboré (1955-), poétesse, Héritage (2005), Arc envolé (2006), Polemdé (2013)
- Salaka Sanou (1955-)[38], La littérature burkinabé : l’histoire, les hommes, les œuvres (2000)
- Bernard Yaméogo (1955 ?), dramaturge, cinéaste, scénariste, réalisateur
- Pierre Yameogo (1955-2019, alias Sidbewende), cinéaste, scénariste, réalisateur
- Dominique Yanogo (1955-)[50], Talitha Koum ! Notre cri (2015)
- Youssoufou Ouédraogo (1956-), Essayiste, Vivre ensemble, au-delà du slogan (2018), Citoyenneté, Civisme et Enseignement Général (2020), La Gauche nationale. Essai d'ontogenèse et de procès, fonds d'espoir (2022)
- Malidoma Patrice Somé (en) (1956-2021), religieux, émigré aux États-Unis, Ritual: Power, Healing and Community (1993), The Healing Wisdom of Africa (1999)…
- Paul Sondo (1956-), DG police, L'aube du sort sacré (2019), Le crépuscule du sort sacré (2020)
- Léonard Wantchekon[49] (1956-), économiste, universitaire, Rêver à contre-courant : autobiographie (2012)
- Zarra Guiro (1957-), sage-femme, auteure[15] Au pays de Zarra : Contes et légendes de Namissiguima, Burkina Faso (1992), Zarra, Accoucheuse en Afrique (1994)
- Séni Lazoumou (1957-)[30], poète, romancier, Sanglots du silence  (1999), Nyambo, héritage de Do (2013), Le guerrier fauve bwa ; récits pout l'initiation du jeune guerrier (2015)
- Moumouni Soumaïla Sawadogo (1957-), poète, Une goutte de votre sueur (2022), Yam-kom ou le privilège du vestibule (2022)
- Kouliga Nikiema (1958-), juriste, La Protection des expressions du folklore par la propriété intellectuelle (1989)
- Paul Dakuyo (1959-), poète, essayiste, Ce qu'il faut savoir sur la négritude (1986), Négroïde (1988)
- Monique Ilboudo (1959-), femme de lettres, politique, essayiste, militante des droits de l'homme[7], Le Mal de Peau (1992), Murekatete (2000), Droit de cité : Être femme au Burkina Faso (2006)
- Marie-Ange Somdah (en) (1959-), poète, humanitaire, Le Nombril de la terre (1994)…
- Maxime Z. Somé (1959-)[55],[56],[45], universitaire, politique, romancier, Le prédateur venu du sud (2000), La métamorphose de Zita (2001), L’Ombre de la vie (2011)...
- Baba Hama (1959-)

### 1960
- Blaise Bayili (1960 ?)[4], anthropologue religieux, Religion, droit et pouvoir chez les Lyelae du Burkina Faso : approches linguistique et historique, sociologique et anthropologique (thèse, 1997)
- Joseph Bakhita Sanou (1960 ?), Il était une fois aux feuillantines (2014)
- Alain Héma (1961-)[19], acteur, conteur, directeur de compagnie de théâtre, dramaturge
- Dani Kouyaté (1961-), griot, cinéaste, réalisateur, critique
- Aboubacar Lankoandé (1960 ?)[28], économiste gestionnaire, romancier, La palabre des calaos (2013)[29]
- Aimé Désiré Héma (1962–)[16], gendarme, sociologue, pédagogue, romancier, nouvelliste, écrivain[17],[18], Djolko (sd), Le monarque démocrate (2003)
- Bernard Zongo (1962-)[51],[52], enseignant, écrivain, en France, Parlons mooré (2004), Impressions d'Afrique (2014)
- Yoporeka Somet (1963-), écrivain, historien, philosophe et égyptologue
- Hassane Kassi Kouyaté (1964-), griot, conteur, acteur, metteur en scène, critique
- Jean-Baptiste Natama (1964-2018, alias Toubo Tanam), militaire, politique, diplomate, poète, essayiste, Tourbillon et Paroles bleues (2004), Les droits de l'Homme et le Mécanisme Africain d’Évaluation par les pairs (2009), Manifeste pour une Jeunesse responsable (2013)…
- Mahougnon Kakpo (1965-), universitaire, politique, Introduction à une poétique du Fâ (2006), Voix et voies nouvelles de la littérature béninoise (2011), L'Iroko : l'arbre de vie dans la mystique Vodun (2017)…
- Sandra Pierrette Kanzie (1966-), poétesse en langue française[25], Les Tombes qui pleurent (1987)
- Pawindbé Fidèle Rouamba (1966-)[37], Le Carnaval de la mort (1995), Pouvoir de plume (2003), L'Insurgée (2005), Sugri, Majesté ! : chronique d'un meurtre différé (2006)
- Angèle Bassolé Ouédraogo (1967-), poétesse, enseignante, ivoirienne d’origine, vivant au Canada, Burkina Blues (2000), Avec tes mots (2003), Sahéliennes (2006), Les Porteuses d'Afrique ! (2007)
- Sarah Bouyain (1968-)[8], réalisatrice de films documentaires franco-burkinabé, Métisse façon (2003)
- Sophie Heidi Kam (1968-), poétesse, dramaturge, romancière (en langue française)[57],[24], Et le soleil sourira à la mer (2008), Pour un asile (2009), Nos jours dʼhier (2013), Qu'il en soit ainsi (2014)…
- Étienne Minoungou (1968-), comédien, conteur, metteur en scène, scénariste, directeur du  festival ‘’Récréâtrales’’ (2002)
- Adiza Sanoussi (1968-, alias Alizata Sana), romancière en langue française[39], Les deux maris (2001), Devoir de cuissage (2005), Et Yallah s’exila (2010)…
- Pauline Mvélé (1969-), actrice, scénariste, réalisatrice de films documentaires
- Armand Ouedraogo, alias Alex Yamba (1969-), Larmes de peine (2006), Trahison conjugale (2013), Double Vie (2015)

### 1970
- Aboubacar Barry (1970 ?)[2], universitaire, ethno-psychologue, Le corps, la mort et l'esprit du lignage (2000), L'Afrique noire des psychologies blanches (2003)…
- Adama Coulibaly (1970 ?), universitaire, Le postmodernisme dans le roman africain (2012), Les écritures migrantes (2015)
- Faustin Keoua Leturmy (1972), comédien, danseur, romancier, d'origine congolaise mais vivant à Ouagadougo, Dans le couloir du campus (2012), Coupe le lien ! (2014)
- Honorine Sare Mare (1972-), poétesse (en langue française), 	Analyse des titres des romans burkinabe: de 1960 à 2000 (2016)
- Walib Bara (1975-), écrivain, producteur
- Gaël Koné (1976-), poétesse (en langue française)[26], Poussière de mots et d'images (2000)
- Adamou L. Kantagba (1978-), critique littéraire, La barbe de l'imam (2009)
- Chloé Aïcha Boro (1978-), cinéaste, scénariste, réalisatrice
- Issa, voir Ivo Armatan Savano (1978-)
- KPG (Kientega Pingdéwindé Gérard) (1978-), conteur, écrivain, metteur en scène
- Ivo Armatan Savano (1978-), alias Issa, écrivain, Ingénieur [40]
- Roukiata Ouedraogo (1979-), comédienne, actrice, humoriste, dramaturge, Yennenga, l'épopée des Mossé (2008), On dirait l'Odyssée (2017), Je demande la route (2018)…

### 1980
- Babou Paulin Bamouni (1950-1987), Obou, l'étudiant journaliste (1986)
- William Aristide Nassidia Combary (1980-), Les sept douleurs (2007)
- Boubakar Diallo (réalisateur) (1980-), journaliste, cinéaste, nouvelliste, romancier
- Lookman Sawadogo (1980 ?), journaliste, Se réconcilier ou périr, chronique d’une nation en sursis… (2020)
- Ephémie Yaméogo (1980 ?), Les dehors trompeurs (2015), La sernapiste (2016)
- Adama Sallé (1981-2014), romancier, réalisateur, Un mariage oblique (2006)
- Adama Amadé Siguiré (1981-), écrivain, conférencier, Les folies de l’adolescence (2012), Le triomphe de l'amour (2013), Le crime parfait (2015)[58], Épître aux épigones ou leçons de la vie (2017), Le Procès de l’amour (2017)[59]
- Émile Lalsaga (1983-), Poète, "Les sillons de l'existence" (2014),
- Khaled Igué (1983-), économiste, intellectuel, L'Heure de l'Afrique – Pour un développement durable et inclusif (2020)…
- Suzy Henrique Nikiéma (1983-)[60], juriste, romancière[32], L'homme à la bagnole rouge (2001)
- Alexis Pamtaba (1983-), Romancier, Nouvelliste, "Perles du Sahel" (2016), Amour sans fard (2022)
- Aristide Tarnagda (1983-), comédien, metteur en scène, dramaturge, De l'amour au cimetière (2008)…
- Georgie Badiel (en) (1985-), modèle, new-yorkaise, activiste, The Water Princess (2016)
- Vanessa Kaboré (1986-), Maître en droit (LL.M.), Maître praticienne certifiée en PNL, La réponse est dans le comportement : les 48 clés du bien-être le plus élevé (2022). Canada: LEYA.
- Harouna Compaoré (1988-), Poète, La plume de l'espoir (2022), Bonheur perdu(2023)
- Issa Kaboré(1988-), Essayiste, Agriculture durable en Afrique: enjeux, défis et perspectives pour les acteurs du monde rural, essai analytique (2025)
- Kontondia J. H. Thiombiano (1989-), Massaali en quête du monde (Contes, 2016)
- Mabô Kouyaté (1989-2019), acteur, critique
- Daouda Derra (1989-), un rêve brisé (2017)
- Soutongnoma Wilfried Denis Simporé (1989-), entrepreneur, écrivain [43], Chroniques Nègres (2018)
- Idrissa Soré (1989-)[46], romancier, poète, Au nom de ma patrie(Poésie, 2020), Le destin tragique d’Angèle (Roman, 2018)

### 1990
- Roukiéta Rouamba (1992-), nouvelliste, Vie dans la termitière (2015), Afi (2018)
- Malika Ouattara (1993-), chanteuse, slameuse
- Auguste Jean-Yves Nébié (1993-), journaliste, poète, "Le silence des morts" (2021), "Des fleurs et des épines" (2022)
- Karim Yabré (1993-), romancier, poète, Les malheurs de nos bonheurs (2017), La senteur du mal (2023)
- Priscille Jinette Bansé (1995-), romancière, Du paradis à l'enfer (2019), Acolytes de fortune (2023)
- Latifa Savadogo (1995-), Nouvelliste, Lourd secret de famille (2019)

### Source de la traduction
- (en) Cet article est partiellement ou en totalité issu de l’article de Wikipédia en anglais intitulé « List of Burkinabé writers » (voir la liste des auteurs).